# Prionotoma gregaria
Prionotoma gregaria är en skalbaggsart som först beskrevs av Thomson 1877.  Prionotoma gregaria ingår i släktet Prionotoma och familjen långhorningar.
Artens utbredningsområde är:
- Senegal.
- Togo.

Inga underarter finns listade i Catalogue of Life.